# Marcipalina umbrosa
Marcipalina umbrosa är en fjärilsart som beskrevs av Holland 1894. Marcipalina umbrosa ingår i släktet Marcipalina och familjen nattflyn. Inga underarter finns listade i Catalogue of Life.